# Abadía de Sénanque

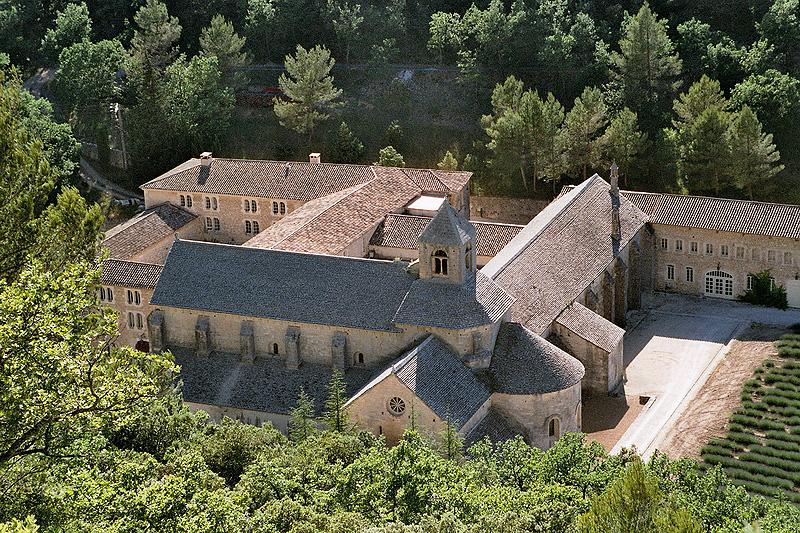
Abadía de Sénanque.

La abadía de Sénanque (en francés Abbaye Notre-Dame de Sénanque) es una abadía cisterciense, localizada cerca de la localidad de Gordes, en el departamento de Vaucluse, en Provenza, Francia.

## Historia

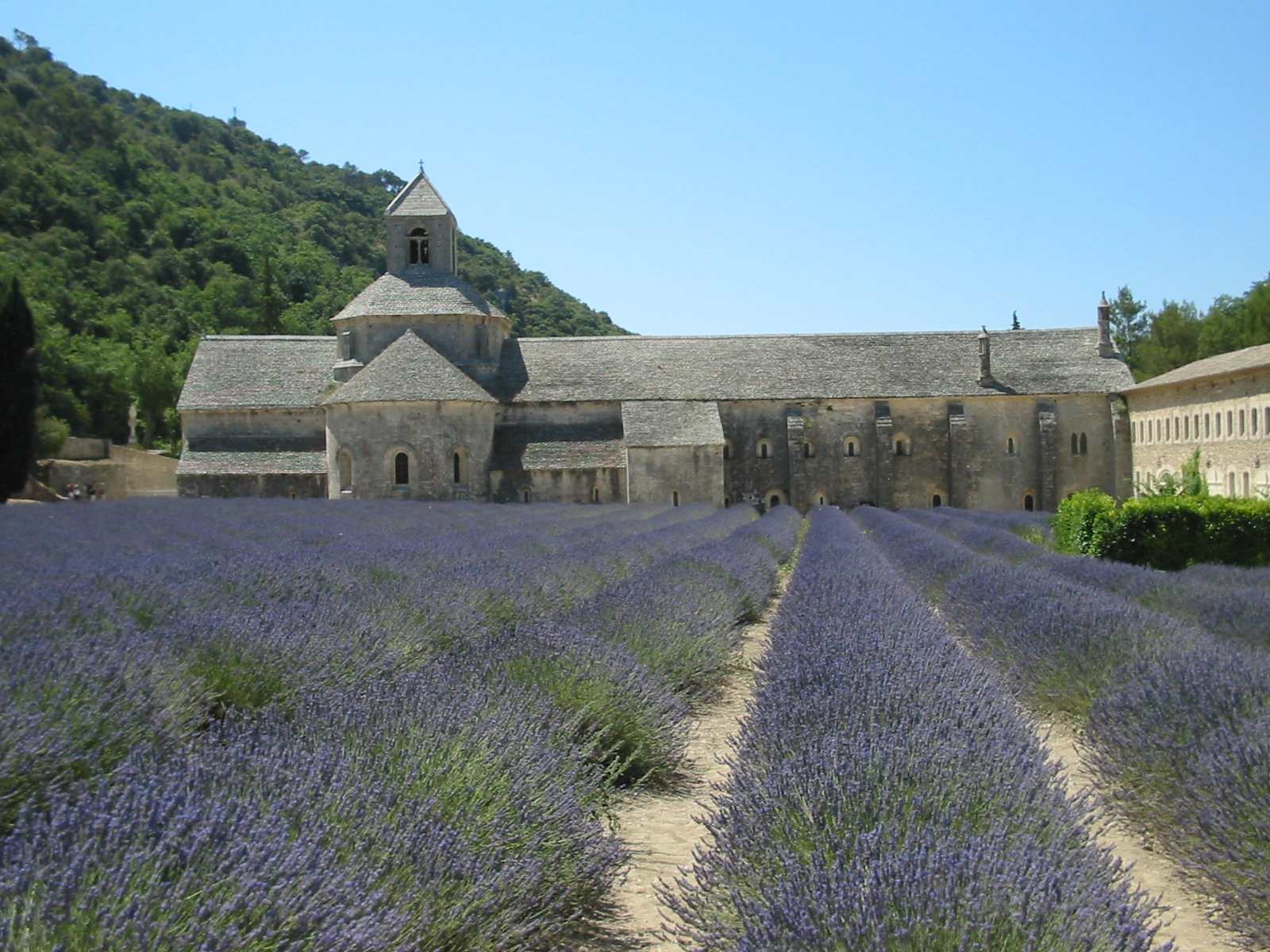
La abadía, rodeada de campos de lavanda.

Nace como comunidad de monjes cirstercienses en 1148, provenientes de la Abadía de Mazan en el Vivarais, Ardèche, bajo el patronazgo de Alfant, obispo de Cavaillon, y Ramón Berenguer II, Conde de Provenza. Consagrada en 1178, conoce su máximo esplendor del siglo VIII al siglo XIV, llegando en poseer cuatro molinos, siete granjas y numerosas tierras en Provenza. En 1544, con las guerras de religión, el monasterio es destruido.
No es hasta el año 1854 que el lugar fue comprado de nuevo por una nueva comunidad de monjes cistercienses de la Inmaculada Concepción, bajo una regla menos estricta que la de la orden de la Trapa. La comunidad fue expulsada entre 1903 y 1926 y se marchó a la sede de la Orden, la Abadía de Lerins, en la Île Saint-Honorat, cerca de Cannes. En 1988, con el renacimiento de las vocaciones en la casa madre de la Abadía de Lerins, se reinserta una pequeña comunidad de monjes.

## Arquitectura

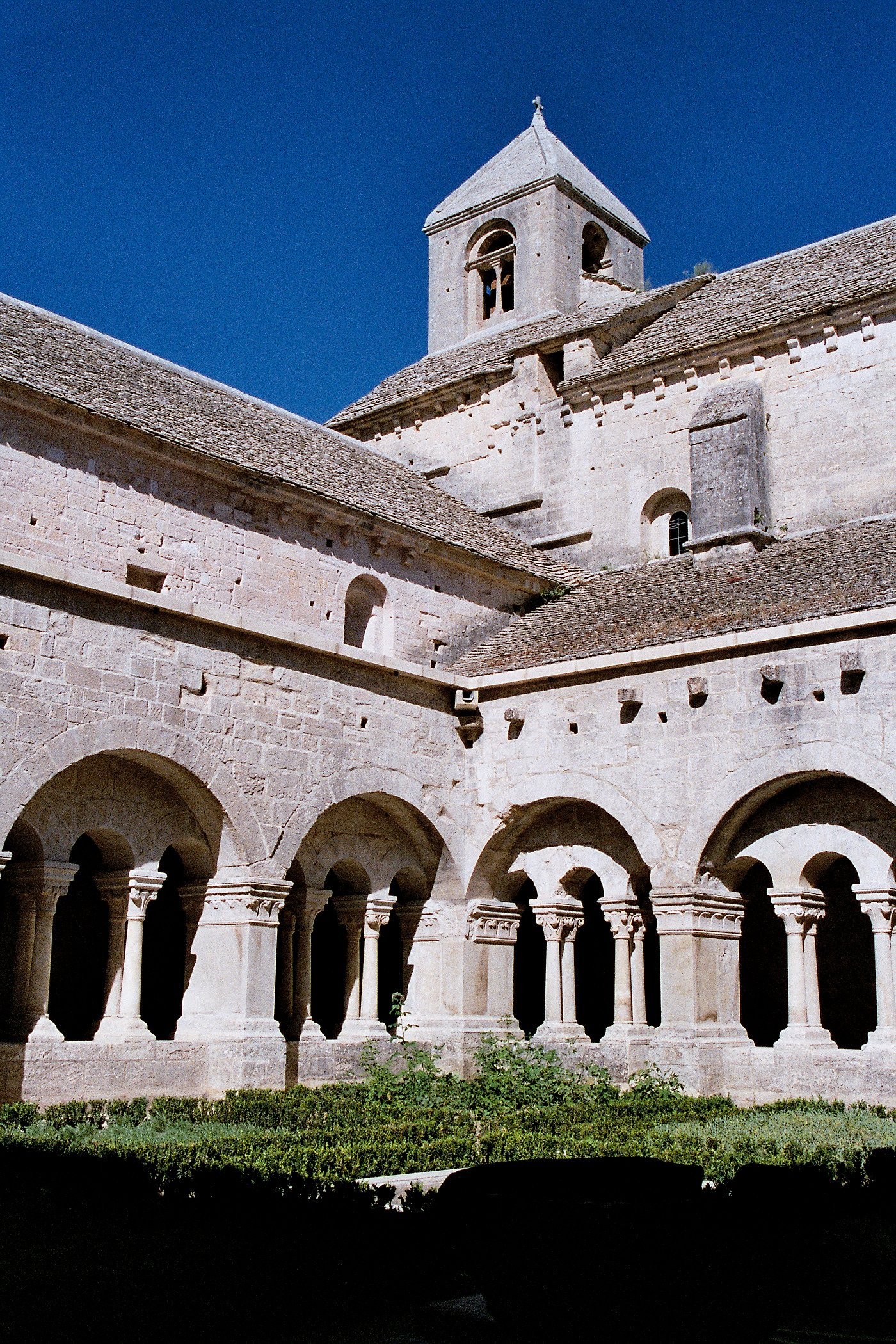
El claustro.

La iglesia, construida en forma de cruz de tau con un ábside que se proyecta más allá de las paredes exteriores de la abadía, es extremadamente austera, como es típico en los edificios cistercienses. El claustro es el lugar de paso que comunica las diferentes partes del monasterio. La sala capitular, gracias a las seis bóvedas de cruz ojivales, se caracteriza por la fineza de su acústica (era la única estancia donde se permitía hablar), con el abad en el centro y la tarasca, figura del demonio, esculpida en el claustro delantero.
Un hecho inusual es que su extremo oriental litúrgico mira al norte, pues el valle estrecho y aislado en el que se encuentra no ofrecía ningún espacio para la disposición convencional.